# Yusuf Rabiev
Yusuf Rabiev (Юсуф Рабиев; Dušanbe, 24 dicembre 1979) è un ex calciatore tagiko.

## Caratteristiche tecniche
Centrocampista offensivo, poteva giocare anche come ala destra o a centrocampo.

## Carriera

### Club
Debutta nel Varzob Dušanbe nel 1998. Dopo due stagioni, nel 2001 si trasferisce al Regar-TadAZ. Nel 2004 gioca per l'Aviator Bobojon. Dal 2005 al 2007 gioca per il Parvoz. Nel 2008 gioca prima al Vachš e poi AL Khujand. Dal 2009 al 2012 gioca all'Istiklol. Nel 2013 torna, dopo cinque anni, al Khujand. Nel 2014 si trasferisce al Parvoz, dove chiude la carriera un anno dopo.

### Nazionale
Debutta in Nazionale nel 2003. Con 15 reti, è il miglior marcatore di sempre della nazionale tagika. Nel 2013, dopo aver collezionato 15 reti in 40 presenze, decide di ritirarsi dalla propria nazionale, di cui è il primatista di gol insieme a Manuchekhr Dzhalilov.

## Palmarès
- Vysšaja Liga: 6

Varzob Dušanbe: 1998, 1999, 2000
Regar-TadAZ: 2001
Istiklol: 2010, 2011
- Coppa del Tagikistan: 8

Varzob Dušanbe: 1998, 1999
Regar-TadAZ: 2001
Aviator Bobojon: 2004
Parvoz: 2007
Khujand: 2008
Istiklol: 2009, 2010